# جايسون هيرش
جايسون هيرش (بالإنجليزية: Jason Hirsh)‏ هو لاعب كرة قاعدة أمريكي، ولد في 20 فبراير 1982 في سانتا مونيكا في الولايات المتحدة.

## وصلات خارجية
- جايسون هيرش على موقع دوري كرة القاعدة الرئيسي (الإنجليزية)
- جايسون هيرش على موقع دوري أستراليا لكرة القاعدة (الإنجليزية)
- جايسون هيرش على موقعبيزبول رفرنس.كوم (الدوري الرئيسي) (الإنجليزية)
- جايسون هيرش على موقعبيزبول رفرنس.كوم (الدوري الثانوي) (الإنجليزية)
- جايسون هيرش على موقع إي إس بي إن.كوم (أم.أل.بي) (الإنجليزية)
- جايسون هيرش على موقع مشجعي الرسوم البيانية (الإنجليزية)